# Andrzej Patrycy Nidecki
Andrzej Patrycy Nidecki herbu Wieże, inne formy nazwiska: Andreas Patricius, A. Patricus Striceco, A. Patricius Nidecicus, Nidecius, A. Patricius Nideczki, A. Patriczi Nideczki, Patrycy, (ur. 27 listopada 1522 w Oświęcimiu, zm. 2 stycznia 1587 na zamku w Wolmarze na Łotwie) – polski humanista, filolog; sekretarz Zygmunta Augusta 1560, później Anny Jagiellonki 1572 i Stefana Batorego 1576, archidiakon kapituły katedralnej wileńskiej w latach 1570–1587, kanonik kruszwicki 1547, warszawski 1563, sandomierski 1568, pułtuski 1569 i krakowski 1580, biskup wendeński 1585, autor polemicznych pism antyreformacyjnych, pisarz apologetyczny, wydawca i komentator Cycerona.

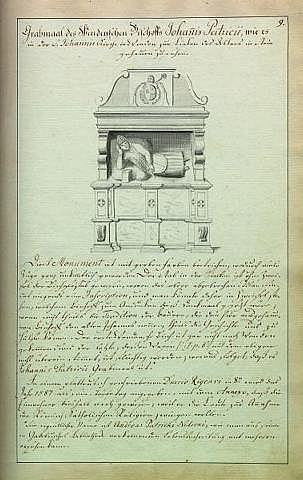
Opis nagrobka biskupa nideckiego w kościele św. Jana w Kiesi (Cesis)

## Życiorys
Pochodził ze zubożałej szlachty, której gniazdem rodowym była wieś Nidek koło Andrychowa. Był synem obywatela oświęcimskiego i właściciela kamienicy przy Rynku, matka, z domu Pawłowska (Pawłowscy pieczętowali się herbem Leliwa), była krewną biskupa Stanislava Pavlovskiego. Początkowo posługiwał się tylko imieniem Andreas, później przydomkiem Patricius. Należy przypuszczać, że pierwsze nauki musiał pobierać w samym Oświęcimiu. Świadczyć o tym może zapis testamentowy na rzecz bakałarza miejscowej szkoły. Około r. 1536, został wysłany na dalszą naukę do Krakowa, gdzie kształcił się w szkole parafialnej przy kościele św. Jana pod kierunkiem Szymona Marycjusza z Pilzna i Wojciecha Nowopolczyka , a następnie zamieszkał w szkole klasztornej przy konwencie franciszkanów – pod rządami prowincjała Marka de la Torre. Być może wtedy nawiązał kontakt z prowincjałem zakonu franciszkanów i spowiednikiem królowej Bony Franciszkiem Lismaninem, który polecił go ok. r. 1546 na dwór biskupa kujawskiego (od r. 1550 krakowskiego) Andrzeja Zebrzydowskiego . Pełniąc obowiązki sekretarza, a z czasem zaufanego powiernika i literackiego doradcy, u boku swego opiekuna i mecenasa, miał sposobność zetknąć się osobiście z coraz bardziej gmatwającą się sytuacją wyznaniową oraz stosunkami politycznymi ówczesnej Rzeczypospolitej. Zawsze towarzyszący w licznych podróżach i wystąpieniach publicznych Zebrzydowskiego, m.in. na 
sejmach 1550 i 1552, pozostawał w tym czasie w gronie osób zbliżonych do dworu biskupiego, zwolenników tolerancji i reformacji, pisarzy i uczonych (Łukasz Górnicki, Piotr Myszkowski, Piotr Illicino, Franciszek Lismanin, Piotr Roizjusz). Jednocześnie utrzymywał kontakty m.in. ze Stanisławem Orzechowskim, Andrzejem Eforynem i Szymonem Marycjuszem z Pilzna, którzy byli zdecydowanymi przeciwnikami reformacji.
W latach 1546–1549 związany obowiązkami kancelaryjnymi u Zebrzydowskiego mało czasu mógł poświęcić własnej pracy literackiej i naukowej, natomiast swój talent literacki i sprawność pióra wykorzystywał jako redaktor pisanych w latach 1550-1553 na zlecenie swego mocodawcy listów. Autorstwa Nideckiego były też broszury: Oratio de heresi tollenda (1550), Krótka odpowiedź, List pasterski i Oratio postrema z 1556 r., które ukazały się pod nazwiskiem Zebrzydowskiego. Za te usługi Nidecki został wynagrodzony kanonią kruszwicką (1547), probostwem w Szczurowej (1551) i altarią św. Macieja w katedrze krakowskiej (przed r. 1553) . Poparciu Zebrzydowskiego zawdzięczał zapewne również swój wyjazd do Padwy, dokąd udał się na przełomie 1553/4 i gdzie, wraz z liczną grupą przebywających tutaj scholarów polskich, uczęszczał na wykłady filologa i znawcy starożytności Francesco Robortella. W Padwie zaprzyjaźnił się z przebywającym tu od 1552 r. Janem Kochanowskim co zostało upamiętnione w napisanych wtedy przez poetę po łacinie Foricoeniach, Elegiach i znanym anakreontyku Ad Andream Patricium. W połowie 1556 r., odwiedziwszy uprzednio Rzym, powrócił na dwór Zebrzydowskiego i rzucił się w wir pracy; wziął udział w obradach synodu łowickiego, opracował wydany 1 listopada 1556 r. list pasterski biskupa o modły za pomyślność państwa i Kościoła, zredagował wygłoszoną przez Zebrzydowskiego w imieniu episkopatu polskiego na sejmie warszawskim 5 stycznia 1557 mowę Pro sua et collegarum religione ac iurisdictione, która wzbudziła tyleż podziwu z powodu cyceroniańskiej łaciny, co krytyki za zbytnie ustępstwo wobec różnowierców. W ciągu tych kilku pracowitych miesięcy zdążył również przygotować do druku ogłoszony w r. 1556 Chiliastichon Piotra Rojzjusza, a następnie jesienią 1557 r. wyjechał na powrót do Padwy gdzie poświęcił się głównie pracy nad skompletowaniem i opracowaniem fragmentów spuścizny pisarskiej Markusa Tulliusa Cycerona. Nidecki został do tej pracy zachęcony badaniami wybitnego włoskiego filologa Carolusa Sigoniusa, którego odwiedził w Wenecji, a nawet próbował ściągnąć na uniwersytet padewski. Na drugi pobyt padewski (1556-1559) przypadły również początki znajomości Nideckiego z Pawłem Manutiusem, do którego zbliżył się za pośrednictwem swego przyjaciela i współmieszkańca humanisty węgierskiego Andrzeja Dudycza. Początkowo objęły one wspólną obydwu uczonym dziedzinę studiów cyceroniańskich, z czasem przekształciły się w wymianę listów i poglądów. Nidecki był blisko zaprzyjaźniony z wieloma wybitnymi przedstawicielami polskiej kolonii studenckiej; w roku 1558 został wybrany nawet na konsyliarza (doradcę) Polaków studiujących na uniwersytecie. Pięcioletnie studia uwieńczył 22 marca 1559 uroczystą promocją na doktora obojga praw. W kilka tygodni później (19 maja) w towarzystwie Dudycza i sekretarza Zygmunta Augusta Stanisława Fogelwedera powrócił do kraju. Z Padwy przywiózł listy polecające do Zebrzydowskiego, ale skromne stanowisko na dworze, dożywającego ostatnich dni (zm. 22 maja 1560) biskupa krakowskiego, nie odpowiadało już zapewne jego aspiracjom, gdyż w lecie 1559 skorzystał z gościny Piotra Myszkowskiego, chroniąc się w okresie szalejącej w mieście zarazy w jego rezydencji w Bieżanowie. Tu w krótkim czasie (od połowy 1559 r. do maja 1560) przygotował do druku zebrane w Padwie fragmenty pism Cycerona, które ogłosił w r. 1561 z dedykacją dla Filipa Padniewskiego (datowaną z Wilna 20 czerwca 1560). W zamiarze wydawcy miały stanowić jedynie uzupełnienie pracy Sigoniusa z r. 1559, przyniosły jednak wiele poprawek leksykalnych i dopisków filologicznych, opartych zarówno na studiach własnych, jak i na informacjach nadesłanych mu m.in. przez kanonika krakowskiego Piotra Porębskiego i Łukasza Górnickiego.
Utwierdzona już pozycja uczonego humanisty oraz poparcie wpływowych mecenasów otworzyły Nideckiemu drogę do kancelarii królewskiej, do której wszedł z początkiem 1560 r., polecany na ten urząd nowemu podkanclerzemu Filipowi Padniewskiemu przez Piotra Myszkowskiego. Nieobciążony nadmiernie obowiązkami urzędowymi pogodził zajęcia kancelaryjne ze wzmożonymi studiami naukowymi i czynnym uczestnictwem w życiu towarzysko-literackim, wznawiając dawne padewskie przyjaźnie i nawiązując nowe stosunki ze znanymi przedstawicielami świata intelektualnego. Wśród tych przedstawicieli znaleźli się m.in. wielokrotny rektor Uniwersytetu Krakowskiego – Jakub Górski, kanonik krakowski – Jakub Montanus, agent dyplomatyczny Zygmunta Augusta – Paweł Stempowski, profesor prawa – Andrzej Gostyński. W latach 1560–1563 Nidecki przygotował i wydał w Wenecji u J. Zilleta (1556 r.) nową edycję fragmentów Cycerona, ogłoszonych pod tym samym tytułem (Fragmentorum M. T. Ciceronic libri IV). Dzieło to w porównaniu z wydaniem z r. 1561 wzbogacone o 40 nowo odnalezionych fragmentów mów, listów, dzieł filozoficznych i utworów poetyckich Cycerona, szybko stało się prawdziwym wydarzeniem w dziejach filologii europejskiej, wywołując słowa uznania i podziwu najznakomitszych uczonych XVI w. (Sigonius, Manutius, Petrus Victorius, Denis Lambin). Uznaniu towarzyszyły liczne przedruki w europejskich oficynach: Lejda (1570, 1578), Frankfurt (1589), Lipsk (1593).
Od dalszych studiów filologicznych odciągnęły Nideckiego wzrastające po objęciu podkanclerstwa przez Myszkowskiego (1563) obowiązki urzędowe w kancelarii królewskiej. Prowadził w niej od r. 1566 przy pomocy Stanisława Fogelwedera, głównie sprawy pruskie. Zaangażowanie w sprawy pruskie zbliżyło go do Stanisława Hozjusza, z którym to od r. 1564 utrzymywał regularną korespondencję, informując go o aktualnych wydarzeniach politycznych w kraju i nowinach dworskich. Hozjusz, wysoko oceniał talent i zdolności sekretarza królewskiego, będąc jednak nieprzejednanym przeciwnikiem innowierców, nie ukrywał zastrzeżeń co do stanowiska dworu w sprawach wyznaniowych. Usiłował nawet odciągnąć Nideckiego od grona związanego z dworem i nakłonić do pracy na polu apologetyki.
Po wyjeździe w r. 1567 Myszkowskiego na stolicę biskupią do Płocka i opuszczeniu Krakowa przez Kochanowskiego Nidecki nosił się z myślą rezygnacji ze służby dworskiej. W końcu jednak namówiony przez podkanclerzego Franciszka Krasińskiego pozostał w kancelarii królewskiej, w której miał grono oddanych osób (Jan Zamoyski, Jan Dymitr Solikowski, Piotr Dunin Wolski i Stanisław Fogelweder). Od r. 1570 rezydował głównie w Warszawie, gdzie oprócz spraw pruskich przejął również opiekę nad sprawami włoskimi związanymi z sukcesją barską, a także kontaktami dyplomatycznymi z agentami polskimi w Rzymie, Neapolu i Madrycie.
Nidecki umiał zadbać o swoje interesy; mimo że obok otrzymanych w latach 1547-1553 od Zebrzydowskiego prebend i altarii posiadał odstąpione mu przez Myszkowskiego kustodię kielecką i archidiakonat śremski (1560), ponadto kanonię warszawską (1563), archidiakonat wileński (1565), kanonie sandomierską (1568) oraz pułtuską (ok. r. 1569), a także probostwo w Ostrowi (w diec. płockiej), wszystkie przynoszące spore przecież dochody, nie ustawał w prośbach o powiększenie pensji i nowe beneficja kościelne, m.in. dziekanię łęczycką, prepozyturę św. Floriana, skarżąc się przed Marcinem Kromerem, że wszystkie te beneficja, jakie dotąd otrzymał, więcej mu przynoszą pracy i troski niż korzyści. Po opuszczeniu kraju przez Hozjusza (1569) oddał cenne usługi Kromerowi w jego staraniach o koadiutorię, a później biskupstwo warmińskie, mając nadzieję na objęcie po nim wakujących w Koronie beneficjów, a w szczególności kanonii krakowskiej, o którą bezskutecznie zabiegał od 1565. Po objęciu przez Krasińskiego biskupstwa krakowskiego i po śmierci Zygmunta Augusta, jesienią 1572 r. Nidecki, na prośbę Anny Jagiellonki, przeszedł do służby na jej dworze.
Na lata 1573-1576 przypadła istotna zmiana w postawie ideowej i poglądach religijnych Nideckiego. Wielbiciel Cycerona, jeszcze niedawno przekładający lekturę klasyków nad każdą inną, wkrótce po przyjęciu święceń kapłańskich (1573 r.) jako polemista i apologeta Kościoła rzymskokatolickiego, wydał z początkiem 1576 r. w kolońskiej oficynie M. Cholinusa utrzymany w duchu hozjańskiej doktryny o nauce Kościoła traktat teologiczny Parallela Ecclesiae Catholicae cum haereticorum Synagogis. Wydanie tego dzieła niewątpliwie przyczyniło się do przyznania mu kustodii warszawskiej, którą objął 15 listopada 1576. Jeszcze wcześniej bo w lipcu 1576 został ponownie powołany przez Stefana Batorego do kancelarii królewskiej, zapewne w związku ze sprawą gdańską, w której mógł być przydatny jako doświadczony znawca spraw pruskich. W kwietniu 1577 przebywał u boku króla na radzie senatorskiej we Włocławku, a jesienią tego roku został wezwany do Malborka, gdzie za namową Zamoyskiego w opracowaniu Commentarii de tumultu Gedanensi (Malbork 1577) opisał historię konfliktu gdańskiego, którego początek datować by można na 1557 r., jeżeli nie wcześniej. Powróciwszy z początkiem 1578 r. do Warszawy, następne lata spędził ponownie u boku Anny Jagiellonki, usiłując pogodzić pretensje i żądania królowej w sprawie barskiej z rzeczywistością ówczesnej polityki. Zgon Hozjusza (5 sierpnia 1579) i objęcie biskupstwa warmińskiego przez Kromera obudziły w Nideckim nadzieje na sukcesję w kapitułach fromborskiej i krakowskiej, ostatecznie musiał się zadowolić jedynie kantorią warmińską (31 października 1579). Około r. 1578 powrócił Nidecki do dawnych projektów napisania historii współczesnych sobie wydarzeń, której księgę pierwszą opracował w r. 1579, całość pt. Commentariorum rerum memorabilium sui temporis libri X planował ukończyć w r. 1583. Pewien pogląd na styl tego zagubionego dzieła mogą dać trzy pochwalne mowy wygłoszone przez Nideckiego w imieniu duchowieństwa warszawskiego na cześć Stefana Batorego po zwycięstwie pod Połockiem (21 listopada 1579), z okazji zwycięstwa pod Wielkimi Łukami (18 stycznia 1581) i dla uczczenia rozejmu w Jamie Zapolskim (8 sierpnia 1582). Dwie pierwsze ukazały się najpierw oddzielnie w r. 1579 i 1581, a następnie – wraz z trzecią mową – przedrukowane zostały w Krakowie w r. 1583 (z dedykacją dla Stanisława Karnkowskiego i z polecającym wierszem Jana Kochanowskiego) w zbiorowym wydaniu Gratulationum triumphalium ex Moscovitis orationes III ad Stephanum Batoreium.
6 marca 1580 otrzymał Nidecki upragnioną kanonię krakowską, którą objął w r. 1583, legitymując się zamiast wymaganym statutami kapitulnymi wywodem szlachectwa, dyplomem doktora praw, uzyskanym w Padwie. Wykorzystując kilkumiesięczny pobyt w Krakowie, w 1583 r. powrócił do ukochanych studiów filologicznych, ogłaszając w krótkim odstępie czasu cztery mowy Cycerona, dwie pierwsze Notae in duas M. T. Ciceronis orationes, a po kilku miesiącach dwie następne (Pro Q. Ligario, Pro rege Deiotaro) pod tym samym tytułem w Drukarni Łazarzowej. Filolog i humanista, nawet w traktacie cyceroniańskich studiów nie zapominał o powinnościach teologa i apologety Kościoła, znajdując czas na przygotowanie do druku znacznie przerobionej i uzupełnionej redakcji ogłoszonych przed siedmiu laty Parallelae (1576), których nową edycję pod zmienionym tytułem De ecclesia vera et falsa libri V ogłosił na przełomie 1583/1584 r. zamykając tym dziełem swój bogaty dorobek pisarski. O uznaniu, jakim już wówczas cieszył się w kołach naukowych Europy, świadczyły zarówno pochlebne opinie włoskich humanistów (Pectrus Victorinus (1582) i Laurentii Gambarae, który dedykował mu jeden z wierszy w poetyckim zbiorku Rerum sacrarum libri tres, Rzym 1582), jak i także przedruk jego komentarzy do fragmentów zaginionej Consolatio Cycerona, opublikowanych – wraz z uwagami C.Sigoniusa i Antonio Riccoboniego – w zbiorze materiałów dyskusyjnych na temat autentyczności tego dzieła (Bolonia 1583).
Po powrocie w czerwcu 1584 r. do Warszawy, dowiedział się o planach Stefana Batorego, wyniesienia go na świeżo utworzone (4 grudnia 1582) biskupstwo wendeńskie w zdobytych niedawno Inflantach, co bynajmniej, ze względu na skromność uposażenia, zniszczenia wojenne, nieznajomość lokalnych stosunków i języka, nie wzbudziło w nim entuzjazmu. Dopiero rok później, otrzymawszy 29 maja 1585 dyspensę na zatrzymanie wszystkich posiadanych beneficjów, pod wpływem nacisków Anny Jagiellonki i króla, zgodził się przyjąć nominację papieską. Mimo to jeszcze kilka miesięcy zwlekał z wyjazdem do swej diecezji. W tym zapewne czasie przygotowywał nowe wydanie De ecclesia vera et falsa (Kraków 1585). Dopiero na wiosnę 1586 wyruszył do Wolmaru, który obrał za tymczasową rezydencję biskupstwa. Ustanowiwszy Fabiana Quadrantina wikariuszem generalnym, oficjałem i administratorem dóbr stołowych, nie zdołał jednak – nękany chorobą – rozwinąć szerszej działalności duszpasterskiej. Zmarł 2 stycznia 1587 r. na zamku w Wolmarze, w trakcie przygotowań do wyjazdu na sejm koronacyjny. Pochowany został w kościele św. Jana w Wenden, (chociaż we wcześniej sporządzonym testamencie, życzył sobie aby go pogrzebano przy grobie rodziców w Oświęcimiu). W Wenden wzniesiono mu nagrobek kamienny z leżącą postacią zmarłego.

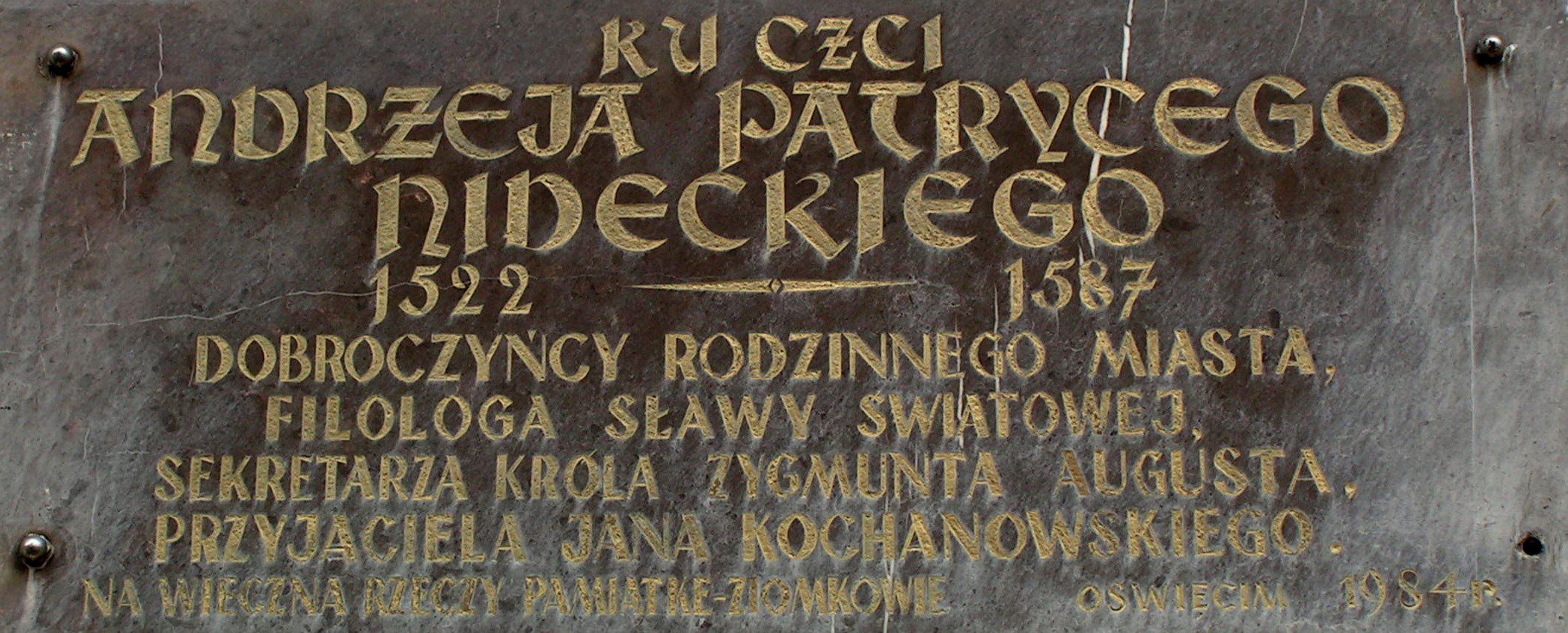
Tablica pamiątkowa przy ul. Plebańskiej w Oświęcimiu

Nidecki przeznaczył w testamencie 400 florenów na rozbudowę kościoła w Oświęcimiu, a jedną dwudziestą majątku na podniesienie obronności miasta. Zabezpieczył też fundusze na trzyletnie kształcenie we Włoszech albo we Francji, młodych, utalentowanych oświęcimian.
W 1984 r. przy ul. Plebańskiej w Oświęcimiu odsłonięta została tablica pamiątkowa poświęcona Nideckiemu o następującej treści:
KU CZCI/ ANDRZEJA PATRYCEGO NIDECKIEGO / 1522-1587 / DOBROCZYŃCY RODZINNEGO MIASTA,/ FILOLOGA SŁAWY ŚWIATOWEJ, / SEKRETARZA KRÓLA ZYGMUNTA AUGUSTA,/ PRZYJACIELA JANA KOCHANOWSKIEGO, / NA WIECZNĄ RZECZY PAMIĄTKĘ - ZIOMKOWIE - OŚWIĘCIM - 1984 r.

## Dzieła
- (1550) Oratio de haeresi tollenda, bmw., (^2 w: Acta historica res gestas Poloniae illustrantia ab anno 1507 usque ad annum 1795, Kraków 1878, I 465-569),
- (1576) Parallela ecclesiae catholicae cum haereticorum synagogis[3], Köln,
- (1577) Commentarii de tumultu Gedanensi[4], Mariaeburgi,
- (1583) De ecclesia vera et falsa libri V[5], Kraków,
- (1583) Notae in duas M.T. Ciceronis orationes[6], Kraków.
- Jako wydawca: (1560) M.T. Ciceronis Fragmentorum libri com commento Andrae N., Venezia (^2 jako Fragmentorum M. Tullii Ciceronis tomi IIII, Venezia 1561, ^3 jako M.T. Ciceronis Fragmenta, Hamburg 1610)